# Mariene ecoregio Crozeteilanden
De Mariene ecoregio Crozeteilanden (215) (Engels: Crozet Islands marine ecoregion) is een biogeografische regio en ligt in het zuidwesten van de Indische Oceaan in de Mariene provincie Subantarctische Eilanden (59) in het Marien rijk Zuidelijke Oceaan. De mariene ecoregio is vastgesteld door het World Wide Fund for Nature en The Nature Conservancy en is vernoemd naar de Crozeteilanden.
Het gebied grenst niet aan andere mariene ecoregio's.

## Geografie
De mariene ecoregio ligt in het zuidwesten van de Indische Oceaan rond de Crozeteilanden in de Franse Zuidelijke Gebieden.
Door het gebied stroomt de westenwinddrift.

## Biogeografie
Het gebied kent zeeleven dat houdt van arctische temperaturen.